# Вандас, Михал
Михал Вандас (словац. Michal Vandas; род. 2 февраля 1991, Попрад) — словацкий хоккеист, правый крайний нападающий. Выступает за клуб «Попрад» в Словацкой экстралиге.

## Карьера
Воспитанник клуба «Попрад», за который в 2005 году начал выступать в чемпионате Словакии для игроков не старше 18 лет. В основном составе дебютировал в чемпионате 2008/09 годов. За «Попрад» выступал до сезона 2012/13. С 2013 по 2017 год играл за клуб Чешской экстралиги «Витковице». Потом защищал цвета команд «Литвинов», «Зволен», «Слован» (Братислава). По ходу сезона 2019/2020 вернулся в родной «Попрад», за который выступает в настоящее время.
В чемпионатах Словакии провёл 297 матчей, набрал 204 очка (83+121), в чемпионатах Чехии — 233 матча, 94 очка (40+54), за сборную Словакии — 26 матчей, 5 очков (2+3)
В составе «Витковице» выступал на престижном Кубке Шпенглера в 2013 году (3 игры, 0+1) и в трёх розыгрышах Лиги чемпионов (20 игр, 5+4).